# 羅蜜·史戴
羅蜜·史戴（Romee Strijd，1995年7月15日—），是一位荷蘭知名女性模特兒。史戴是美國最大的連鎖女性成衣品牌維多利亞的秘密代言的模特兒之一，目前是「維多利亞的秘密天使」（Victoria's Secret Angels）中的一員。

## 簡歷
史戴是2015年維多利亞的秘密的十位新天使之一。